# بوب دنفر
بوب دنفر (بالإنجليزية: Bob Denver) هو ممثل أمريكي، ولد في 9 يناير 1935 في نيو روتشيل في الولايات المتحدة، وتوفي في 2 سبتمبر 2005 في وينستون-سالم في الولايات المتحدة بسبب سرطان الحنجرة وذات الرئة.

## أعمال

### مسلسلات
- روزان

## وصلات خارجية
- الموقع الرسمي
- بوب دنفر على موقع IMDb (الإنجليزية)
- بوب دنفر على موقع ألو سيني (الفرنسية)
- بوب دنفر على موقع تيرنر كلاسيك موفيز (الإنجليزية)
- بوب دنفر على موقع أول موفي (الإنجليزية)
- بوب دنفر على موقع قاعدة بيانات برودواي على الإنترنت (الإنجليزية)
- بوب دنفر على موقع قاعدة بيانات الأفلام السويدية (السويدية)
- بوب دنفر على موقع إن إن دي بي (الإنجليزية)
- بوب دنفر على موقع قاعدة بيانات الفيلم (الإنجليزية)
- بوب دنفر على موقع كينوبويسك (الروسية)